# Luther (film)
Pour les articles homonymes, voir Luther (homonymie).
Pour plus de détails, voir Fiche technique et Distribution.
Luther est un film germano-américain réalisé par Eric Till et sorti en 2003. Le scénario est inspiré de la vie du réformateur protestant Martin Luther. C'est un film indépendant, partiellement financé par des luthériens.

## Synopsis
Martin Luther essaie d'échapper à une terrible tempête. Il promet de devenir moine si Dieu le laisse survivre. Le moine se rend à Rome pour livrer les lettres d'un prêtre et voit comment la Rome corrompue est devenue. Il achète une indulgence pour son grand-père Hendrick Luther. On lui dit: « Hendrick sera libéré du purgatoire et entrera dans les portes du ciel ». Il se rend compte que les choses ne devraient pas être ainsi et retourne en Allemagne pour parler au prêtre. Le prêtre l'envoie à Wittenberg pour faire un doctorat en théologie. Le prêtre croit que Martin sera capable de «changer d'avis et d'ouvrir les yeux» à Wittenberg. Martin va souvent à la confession et se remet en question perpétuellement. Il rend la société à percevoir les choses différemment, comme l'enterrement d'un enfant suicidaire en dehors des terres sacrées et il prêche dans une église et raconte à chacun comment ses vues envers Dieu ont changé. 
Il enseigne dans sa classe de théologie et se moque des indulgences et de l'argent que le prince Frédéric collecte. Le secrétaire du prince, Spalatin, avertit Luther qu'il devrait cesser d'embarrasser le prince parce qu'il est celui qui paie pour lui à l'université. Après avoir vu les effets de la prédication de John Tetzel, Martin Luther vient avec les 95 thèses et les cloue sur la porte de l'église. Les spectateurs prennent les thèses et utilisent une presse à imprimer pour les transformer en livres. Cela permet à chacun d'avoir une copie et ses idées se propager plus rapidement et plus facilement. Le pape Léon X pense que Martin est un moine allemand ivre qui changera ses idées quand il deviendra sobre. Spalatin dit à Luther qu'il est menacé d'excommunication et est appelé à comparaître à Augsbourg par Rome. Aleander prépare Martin et lui dit que tout ce qu'il devrait dire devant le cardinal Cajetan est qu'il se retire, mais Martin ne suit pas. Le pape Léon X ordonne que les livres de Martin soient brûlés et que Luther soit excommunié. Alors, Martin traduit le Nouveau Testament en allemand parce qu'il croit que le peuple doit être capable de comprendre les Écritures. À Worms, Martin reçoit une audience et, lorsqu'on lui demande s'il se rétracte, il demande un jour de réfléchir à sa réponse. 
Cette nuit-là, il se confesse. Le lendemain, il refuse de se retirer. Le cardinal demande que Martin soit livré à Rome, mais le prince Frédéric ne le veut pas, alors il enlève Luther et le garde dans le château de Wartburg. Quand Luther disparaît, le chaos se produit. Les gens commencent à briser l'église, et le mettent en feu. Luther, ayant abandonné l'apparence traditionnelle du moine, intervient pour que le peuple ne ruine pas l'église. Il termine la traduction du Nouveau Testament en allemand et le consacre au prince Frédéric. Il rencontre une religieuse nommée Katharina von Bora et l'épouse. Le pape Léon X meurt, laissant le Vatican endetté de 800 000 ducats. L'empereur Charles Quint appelle tous les princes à régler ce qui a commencé à Worms. Luther encourage les princes à parler. À Augsbourg, tous les princes germaniques s'opposent à Charles. Les bases de la réforme se sont imposées, et contribuent à imposer la langue populaire allemande au clergé du Saint-Empire germanique, afin de rendre la Bible accessible, comprise de tous et vivre selon sa foi première.

## Fiche technique
- Réalisation : Eric Till
- Scénario : Camille Thomasson et Bart Gavigan
- Musique : Richard Harvey
- Photographie : Robert Fraisse
- Montage : Clive Barrett
- Production : Brigitte Rochow, Christian P. Stehr et Alexander Thies
- Société de production : Eikon Film, NFP Teleart Berlin et NFP
- Société de distribution : Artédis (France) et R. S. Entertainment (États-Unis)
- Pays :  Allemagne,  États-Unis,  Tchéquie et  Italie
- Langues originales : anglais et latin
- Format : couleurs - 1,85:1 - Dolby Digital
- Genre : Biopic, drame et historique
- Durée : 123 minutes
- Dates de sortie :
  - États-Unis : 26 septembre 2003
  - Allemagne : 30 octobre 2003
  - France : 17 décembre 2008

## Distribution
- Joseph Fiennes (VF : Éric Herson-Macarel) : Martin Luther
- Alfred Molina (VF : Gabriel Le Doze) : Johann Tetzel
- Jonathan Firth : Girolamo Aleander
- Claire Cox (en) : Katharina von Bora
- Peter Ustinov : Frédéric III de Saxe
- Bruno Ganz (VF : Vincent Grass) : Johann von Staupitz
- Uwe Ochsenknecht : Léon X
- Mathieu Carrière : Cardinal Cajetan
- Benjamin Sadler : Georg Spalatin
- Jochen Horst (en) : Andreas Karlstadt
- Torben Liebrecht (de) : Charles Quint
- Maria Simon : Hanna
- Lars Rudolph (en) : Philipp Melanchthon
- Marco Hofschneider : Ulrich Zwingli
- Christopher Buchholz : von der Eck
- Timothy Peach (en) : Karl von Miltitz
- Tom Strauss : l'électeur Georges de Brandebourg-Ansbach
- Gene Reed (de) : Jean de Saxe
- Anian Zollner (de) : l'électeur Philippe de Hesse
- Johannes Lang : le prince-archevêque Albert de Brandebourg